# Blake Richards
Blake Richards, né le 8 novembre 1974 à Olds, est un homme politique canadien.
Il a été élu à la Chambre des communes sous la bannière conservatrice lors des élections de mai 2011 dans le comté de Wild Rose. Il est, depuis 2015, député de la circonscription de Banff—Airdrie.
Il a été membre du Comité des présidents des comités législatifs.